# Stato cliente
Uno Stato cliente è uno Stato economicamente, politicamente o militarmente subordinato ad un altro Stato più potente, ma non sottoposto direttamente alla sua sovranità.
Tra le tipologie di Stato cliente rientrano gli Stati satellite, gli Stati associati, gli Stati fantoccio, le neo-colonie, i protettorati, gli Stati-vassallo e gli Stati tributari.

## Stati cliente nella storia

### Grecia e Roma antica
Le prime forme di Stato cliente emersero nell'antica Persia e nell'ambito delle città-Stato greche. Molto spesso, lo Stato dominatore raggruppava i propri Stati cliente in "leghe" o "alleanze militari" delle quali deteneva la leadership. È il caso della Lega delio-attica guidata da Atene e comprendente Efeso, Mileto, Focea, Alicarnasso, Anfipoli, Olinto, Metone e Troia, le isole di Lesbo, Rodi, Samo, Delo e la penisola Calcidica. Tra l'altro, Atene impose alle altre città-Stato satellite di adottare un governo democratico. Altro esempio di gruppo di Stati cliente è la Lega di Corinto, costituita invece più tardi nel 337 a.C. da Filippo II di Macedonia. 
La Repubblica romana fece massiccio ricorso agli Stati cliente, senza necessariamente procedere ad una conquista o ad un assorbimento degli stessi nel proprio territorio. 
Durante la Repubblica emerse così la figura dei "re clienti", personalità nate e cresciute nei luoghi che s'intendeva sottomettere e la cui funzione era quella di promuovere lo sviluppo politico ed economico dei loro regni, per favorirne la civilizzazione e l'economia in base alle esigenze dei romani. Un "re cliente" veniva riconosciuto dal Senato romano come amicus populi Romani ed era considerato come uno strumento di controllo nelle mani della Repubblica al fine di governare meglio le province esterne.
Quando i Regni raggiungevano un livello di sviluppo accettabile, essi potevano essere incorporati come nuove province o parti di esse. La condizione di Stato o Regno cliente era pertanto solo transitoria e finalizzata ad una successiva integrazione di quei territori all'ordinamento romano.
Tale politica di dominazione "morbida" fu portata avanti sino al I secolo a.C., ovvero sino all'avvento dell'Impero. A volte il "cliente" non era un nemico di Roma ma un pretendente al trono di quello specifico territorio, aiutato proprio da Roma a conservare il potere (un caso emblematico in tal senso è rappresentato da Erode il Grande, re della Giudea durante il protettorato romano). 
L'impiego di Stati cliente è stato mantenuto sino al Medioevo, ovvero sino a quando il sistema feudale non ha preso il sopravvento.

### La dinastia Goryeo sotto i Mongoli e sotto la Dinastia Yuan
Nel XIII secolo, i mongoli rovesciarono la dinastia coreana Goryeo, dando vita così al potente Impero mongolo. Dopo il trattato di pace del 1260 e la Ribellione Sambyeolcho del 1270, il Regno di Goryeo divenne per circa 80 anni uno Stato cliente semi-autonomo sotto il dominio della dinastia Yuan.

### Impero ottomano
Molti dei tributari dei turchi servivano come stato cuscinetto tra i domini ottomani islamici e l'Europa cristiana o le popolazioni asiatiche. I più importanti furono senz'altro il Khanato di Crimea, la Valacchia, la Moldavia e la Transilvania. Altri stati come Bulgaria, il Regno d'Ungheria, il Despotato serbo e la Bosnia furono vassalli prima di essere direttamente assorbiti dall'Impero. Altri invece ebbero un valore prettamente commerciale come l'Imerezia, la Mingrelia, Chio, il Ducato di Nasso e la Repubblica di Ragusa. Aree con città sante e aree tributarie veneziane erano Cipro e Zacinto che vennero poi interamente incorporate nei confini dell'Impero. Infine altre piccole aree come il Montenegro/Zeta ed il Monte Libano non meritavano lo sforzo di una conquista e non vennero mai subordinate completamente al centro.

## XIX e XX secolo

### Russia e Serbia
Il concetto di Stato cliente è riemerso soprattutto con il consolidamento del sistema degli Stati successivo alla pace di Vestfalia. 
L'Impero austro-ungarico aveva cercato per lungo tempo di rendere la Serbia un proprio Stato cliente, al fine soprattutto di formare un'opposizione cristiana all'Impero ottomano. Con la Rivoluzione del 1900 tuttavia la Serbia venne rimessa sotto la protezione della Russia, definendo così un argine ortodosso al cristianesimo latino rappresentato dall'Impero austro-ungarico. Nel 1914 la Russia mise ripetutamente in guardia l'Impero austro-ungarico dall'eventualità di un attacco alla Serbia, minacciando un proprio intervento militare in caso di offensiva ai danni dello Stato balcanico. In tal senso la Russia si è impegnata per rendere anche la Bulgaria e il Montenegro propri Stati cliente, alimentando così la propria politica espansiva nell'area balcanica. 
Prima della Grande Guerra, Gran Bretagna e Austria avevano da sempre considerato la Serbia come uno Stato cliente controllato dalla Russia e successivamente la maggior parte degli storici ha ritenuto di fatto la Serbia del primo Novecento come uno Stato cliente russo. Lo storico Christopher Clark ha sostenuto al contrario che "la Serbia, non è mai stata cliente di nessuno", aggiungendo inoltre che "quando le grandi potenze pensano di poter garantire i servizi degli Stati cliente, sbagliano, poiché i clienti non sono mai clienti", contestando in tal senso la stessa categoria di Stato cliente.

### Regno di Lituania
Nel febbraio del 1918 la Lituania dichiarò, a seguito della Rivoluzione d'ottobre che aveva coinvolto qualche mese prima l'Impero russo, la propria indipendenza. L'Impero tedesco iniziò così ad esercitare una fortissima influenza sullo Stato, tanto da spingere il Consiglio di Lituania a discutere sulla forma di governo da adottare per far sì che, di fatto, fossero imposte le politiche teutoniche: fra repubblica e monarchia a spuntarla fu, a seguito di una votazione formale, la seconda; seguirono le dimissioni di alcuni membri del Consiglio, in seguito rimpiazzati. Il trono fu proposto al duca Guglielmo di Urach, il quale lo accettò e assunse il nome di Mindaugas II. Tuttavia, benché fosse stata anche redatta in Germania la bozza di una carta costituzionale, il Consiglio espresse la volontà di optare per la forma repubblicana verso la fine del 1918, in ragione di due fattori: sarebbe stata maggiormente accettata dalla popolazione e non vi sarebbe stata una penetrante influenza dell'Impero tedesco, prossimo tra l'altro alla sconfitta nella Grande Guerra. Fu per questo che Mindaugas II non mise mai piede in Lituania e la monarchia non fu più oggetto di discussione delle Assemblee costituenti successive.

### Francia
In seguito alla Rivoluzione francese, la Francia conquistò la maggior parte dei territori dell'Europa occidentale, stabilendo così in essi numerosi Stati cliente. Durante le guerre rivoluzionarie vennero insediate infatti numerose repubbliche, le cosiddette "Repubbliche sorelle". Si trattava in particolare della Repubblica Cisalpina e della Repubblica Partenopea in Italia, della Repubblica Elvetica in Svizzera e della Repubblica di Liegi in Belgio, mentre l'Olanda fu trasformata in Repubblica Batava.
Con l'avvento del Primo Impero francese, la gran parte delle Repubbliche sorelle fu riconvertita in forma monarchica. Le Repubbliche italiane furono suddivise in un Regno d'Italia a nord, sotto l'autorità dello stesso Napoleone, e un Regno di Napoli al sud, affidato dapprima al governo di Giuseppe Bonaparte e successivamente a quello del Maresciallo dell'Impero Gioacchino Murat.
La sponda occidentale del fiume Reno fu annessa all'Impero francese; pertanto numerosi Stati tedeschi ricompresi nella Confederazione del Reno divennero Stati clienti della Francia, incluso il Regno di Vestfalia, affidato al controllo di Girolamo Bonaparte.
Anche la Spagna divenne un regno cliente della Francia in seguito all'invasione francese della penisola iberica. Allo stesso modo, la Polonia e il Ducato di Varsavia potevano essere considerati Stati clienti della Francia.

### Impero britannico
Nell'ambito dell'Impero britannico, gli Stati principeschi dell'India erano tecnicamente indipendenti e di fatto ottennero l'indipendenza nel 1947 separatamente dall'India (sebbene il Nizam di Hyderabad, che aveva optato per l'indipendenza dal Regno Unito, non riuscì a distaccarsi dall'India). 
L'indipendenza egiziana del 1922 ha tecnicamente posto fine al protettorato inglese in Egitto, anche se l'interesse britannico in Egitto ha avuto seguito sino alla fine della crisi di Suez.
Il Sudan ha continuato ad essere governato come Sudan Anglo-Egiziano fino all'indipendenza, occorsa nel 1956. 
L'Iraq ha instaurato una propria monarchia nel 1932, ma in ogni caso il Regno Unito ha mantenuto per lungo tempo una forte influenza dal punto di vista economico e militare, tale da non potersi parlare di vera e propria indipendenza, quanto piuttosto di uno status in cui le autorità locali potevano essere considerate come veri e propri clienti britannici. 
Similarmente in Africa (come ad esempio nel nord della Nigeria, sotto Lord Lugard), negli Stati malesi federati e negli Stati malesi non federati si è assistito ad un'applicazione della indirect rule, che ha di fatto reso tali territori Stati cliente dell'Impero britannico.

### Germania nazista
Dopo la sconfitta subita nella campagna di Francia, la Francia di Vichy è divenuta di fatto uno Stato cliente della Germania nazista e tale è rimasto sino al 1942, quando venne ridotto ad un vero e proprio Stato fantoccio. Lo status di Stato fantoccio è cessato solo nel 1944 con la liberazione. 
La Germania nazista ha inoltre stabilito numerosi Stati cliente nei suoi territori orientali, quali ad esempio la Repubblica slovacca, la Repubblica Sociale Italiana, lo Stato croato e lo Stato serbo.

### Stati Uniti d'America
Dopo il 1945 il termine Stato cliente è stato applicato anche a quelle nazioni governate da una dittatura appoggiata da una delle due superpotenze. 
Durante la guerra fredda molte nazioni latinoamericane, come ad esempio il Guatemala, El Salvador, il Nicaragua fino al 1979, Cuba fino al 1959 ed il Cile sotto il regime di Augusto Pinochet, furono considerate come Stati cliente degli Stati Uniti. 
Il termine "Stato cliente" è stato utilizzato anche per indicare quei regimi autoritari che avevano avuto forti legami con gli Stati Uniti nel corso della guerra fredda, anche se tali Stati vennero più propriamente definiti come veri e propri Stati-delegati. Si trattava in particolare del Vietnam del Sud, dell'Indonesia sotto il regime di Suharto (1966-1998), dell'Iran sino al 1979 (anno della caduta dello Scià), della Cambogia sotto il regime di Lon Nol, delle Filippine sotto il regime di Ferdinand Marcos e dell'Arabia Saudita. 
Il termine Stati cliente è stato utilizzato anche per indicare quelle realtà estremamente dipendenti dagli Stati Uniti sul piano strettamente economico. Così, i tre Stati del Pacifico associati con gli Stati Uniti in base al Compact of Free Association (COFA), ovvero Stati Federati di Micronesia, Isole Marshall e Palau, possono essere ricondotti nella categoria degli Stati cliente.

### Giappone
Nel tardo XIX secolo, l'Impero giapponese ha ridotto la penisola di Corea a proprio Stato cliente. Nei primi anni del XX secolo lo status di Stato cliente della Corea è stato convertito in governo diretto da parte di Tokyo. Il Manciukuò è rimasto invece uno Stato fantoccio lungo tutto il corso della seconda guerra mondiale.

### Unione Sovietica
Gli Stati clienti o "delegati" dell'Unione Sovietica furono quelli essenzialmente compresi nel Patto di Varsavia. Si trattava in sostanza di Stati le cui politiche venivano fortemente influenzate dall'esercito sovietico e che dipendevano essenzialmente dagli aiuti economici di Mosca. 
Molte altre nazioni del terzo mondo sono state riconosciute come Stati cliente dell'Unione Sovietica, soprattutto per il fatto di aver aderito all'ideologia marxista-leninista, come ad esempio Cuba dopo la Rivoluzione del 1959, la Repubblica Popolare Democratica di Corea, la Repubblica Popolare di Angola, la Repubblica Popolare di Mozambico, la Repubblica Democratica dell'Afghanistan e la Repubblica del Vietnam del Nord. La RSS Ucraina e la RSS Bielorussa, nonostante avessero un proprio seggio nell'ambito dell'Assemblea generale delle Nazioni Unite, potevano essere considerate invece come veri e propri territori sovietici.

## XXI secolo

### Australia
Alcune fonti ritengono che Nauru sia uno Stato cliente dell'Australia, posta la sua forte dipendenza economica da quest'ultima e per il fatto che utilizzi come propria moneta il dollaro australiano. In virtù della cosiddetta Pacific Solution, Nauru ospita inoltre molti richiedenti asilo giunti in Australia ma sprovvisti di documenti di ingresso.
Ben Doherty ha scritto che "Nauru è uno Stato cliente in tutti i sensi, poiché il suo funzionamento dipende essenzialmente dai suoi vicini più ricchi. Il suo governo dipende dagli interessi australiani, anche a discapito della propria popolazione". In altre parole, "Nauru è un piccolo, povero Stato cliente nel bel mezzo del Pacifico".
David Manne ha etichettato il piano con cui Nauru è stata indotta a siglare la Convenzione di Ginevra sullo status di rifugiato del 1951 come una "mossa cinica" da parte del Governo australiano per rendere Nauru un proprio Stato cliente.
Altre fonti suggeriscono che la stessa Papua Nuova Guinea, anch'essa coinvolta nella Pacific Solution, sia, seppure in forma minore, uno Stato cliente dell'Australia mentre altri hanno bollato l'intervento dell'Australia a Timor Est come un tentativo "imperialistico" finalizzato ad acquisire un nuovo Stato cliente.